# Shanghai Stock Exchange
Shanghai Stock Exchange este o bursă cu sediul la Shanghai și o instituție non-profit.